# Horst Heubaum
Horst Heubaum (* 10. April 1936 in Düsseldorf) ist ein ehemaliger deutscher Botschafter.

## Leben
Horst Heubaum wurde am 16. Juli 1964 mit Das kreditpolitische Instrumentarium der Deutschen Bundesbank unter dem Gesichtspunkt seiner Auswirkungen auf den Wettbewerb im Kreditgewerbe an der RWTH Aachen zum Dr. phil. promoviert.
Am 15. August 1974 war Heubaum Geschäftsträger an der Deutschen Botschaft Montevideo und unterzeichnete ein Abkommen zur finanziellen Unterstützung der Militärdiktatur von Juan María Bordaberry.
1981 war Heubaum Presseattaché an der Deutschen Botschaft Mexiko-Stadt.
An seinem Amtsbezirk Nicaragua hatten 1979 die Sandinistas die Regierung übernommen und die deutsche Bundesregierung hatte ein Finanzhilfeabkommen suspendiert, welches 1974 Götz von Houwald mit Außenminister Alejandro Montiel Argüello unter einer vom Somoza-Clan gesteuerten Junta mit einer ebenfalls von Helmut Schmidt geführten Bundesregierung abgeschlossen hatte.
Am 30. April 1983 wurde der deutsche Staatsbürger, Arzt und Entwicklungshelfer Albrecht "Tonio" Pflaum (* Freiburg im Breisgau) in Wiwilí von Contras ermordet und Horst Heubaum hielt an seinem Sarg Ehrenwache.
Im Mai 1985 bezeichnete Daniel Ortega bei einem Besuch bei Erich Honecker die deutsche Bundesregierung als einen „Komplizen der USA“. Für diese „Entgleisung“ verlangte Heubaum eine ausdrückliche Entschuldigung.
Im Juni 1985 wurde eine deutsche Staatsbürgerin von Contras entführt. Das Gelände der Deutschen Botschaft Managua wurde daraufhin von etwa 50 Bundesbürgerinnen und Bundesbürgern besetzt, welche Heubaum aufforderten, die Unterstützung der Contra durch die US-Regierung zu verurteilen.
1987 leitete Horst Heubaum die Abteilung Lateinamerika 330 im Außenministerium. 1989 war Horst Heubaum Vortragender Legationsrat I. Klasse und Beauftragter der Bundesregierung für Lateinamerika.